# Indianapolis Jets
Indianapolis Jets (früher auch Indianapolis Kautskys) war der Name eines US-amerikanischen Basketballfranchise aus Indianapolis, Indiana, das von 1937 bis 1948 in der NBL und in der Saison 1948/49 in der BAA, der späteren NBA, spielte. Danach wurde das Team im Zuge der Fusion beider Basketballligen zur NBA durch die Indianapolis Olympians ersetzt.

## Geschichte

### Indianapolis Kautskys
Im Jahr 1931 gründete Frank Kautsky, ein Lebensmittelhändler aus Indianapolis, das Basketball-Team Indianapolis Kautskys. Das Team spielte zunächst von 1935 bis 1937 für zwei Saisons in der Midwest Basketball Conference (MBC), bevor die Kautskys im Jahr 1937 zu einem Gründungsmitglied der National Basketball League (NBL) wurden.

### Indianapolis Jets
Zur Saison 1948/49 wechselte das Team in die Basketball Association of America (BAA), die bereits nach dieser Saison mit der NBL zur National Basketball Association (NBA) fusionierte. Zum selben Zeitpunkt wurde der Name des Teams in Indianapolis Jets geändert, da die BAA ihren Teams keine Sponsoren im Namen erlaubte. Da mit den Indianapolis Olympians (in der NBL) bereits ein weiteres Basketballteam in Indianapolis bestand, lösten die Jets ihr Team im Zuge der Fusion der beiden Ligen auf, da es nicht zwei Teams aus einer Stadt geben konnte.

## Saisonstatistiken
| Saison                      | Siege:Niederlagen           | Prozent                     | Play-offs                   |                             |                             |
| Indianapolis Kautskys (MBC) | Indianapolis Kautskys (MBC) | Indianapolis Kautskys (MBC) | Indianapolis Kautskys (MBC) | Indianapolis Kautskys (MBC) | Indianapolis Kautskys (MBC) |
| --------------------------- | --------------------------- | --------------------------- | --------------------------- | --------------------------- | --------------------------- |
| 1935/36                     | 9:3                         | 75,0                        | Teilnahme                   |                             |                             |
| 1936/37                     | 2:5                         | 28,6                        | keine Teilnahme             |                             |                             |
| Indianapolis Kautskys (NBL) |                             |                             |                             |                             |                             |
| 1937/38                     | 4:9                         | 30,8                        | keine Teilnahme             |                             |                             |
| 1938/39                     | 13:13                       | 50,0                        | keine Teilnahme             |                             |                             |
| 1939/40                     | 9:19                        | 32,1                        | keine Teilnahme             |                             |                             |
| 1941/42                     | 12:11                       | 52,2                        | Teilnahme                   |                             |                             |
| 1945/46                     | 10:22                       | 31,2                        | keine Teilnahme             |                             |                             |
| 1946/47                     | 27:17                       | 61,4                        | Teilnahme                   |                             |                             |
| 1947/48                     | 24:35                       | 40,7                        | Teilnahme                   |                             |                             |
| Indianapolis Jets (BAA)     |                             |                             |                             |                             |                             |
| 1948/49                     | 18:42                       | 30,0                        | keine Teilnahme             |                             |                             |